# Genetisk seksuel tiltrækning
Genetisk seksuel tiltrækning (Genetic Sexual Attraction(GSA)) er det fænomen, hvor nære slægtninge, så som bror og søster, vokser op uvidende om hinanden og når de senere mødes som voksne finder hinanden meget seksuelt tiltrækkende.
Denne situation kan forekomme som en konsekvens af adoption, hvor det adopterede barn opdager sin sande herkomst og opsøger sine slægtninge. Selvom dette er en sjælden konsekvens af adoptiv genforeninger, betyder det store antal adoptiv genforeninger i de senere år, at dette sker for et betydeligt antal mennesker. Det er generelt meget lidelsesfuldt for begge parter, da denne seksuelle tiltrækning strider imod deres socialiserede seksualitet og moralske normer.
Dette fænomen forekommer ikke hvor børn vokser op sammen i den tidlige barndom; i dette tilfælde, ser en form for revers seksuel prægning, kendt som Westermarck-effekten ud til at undertrykke seksuelt begær imellem søskende.